# Langset
Langset est une localité du comté de Nordland, en Norvège.

## Géographie
Administrativement, Langset fait partie de la kommune de Saltdal.